# Khongor

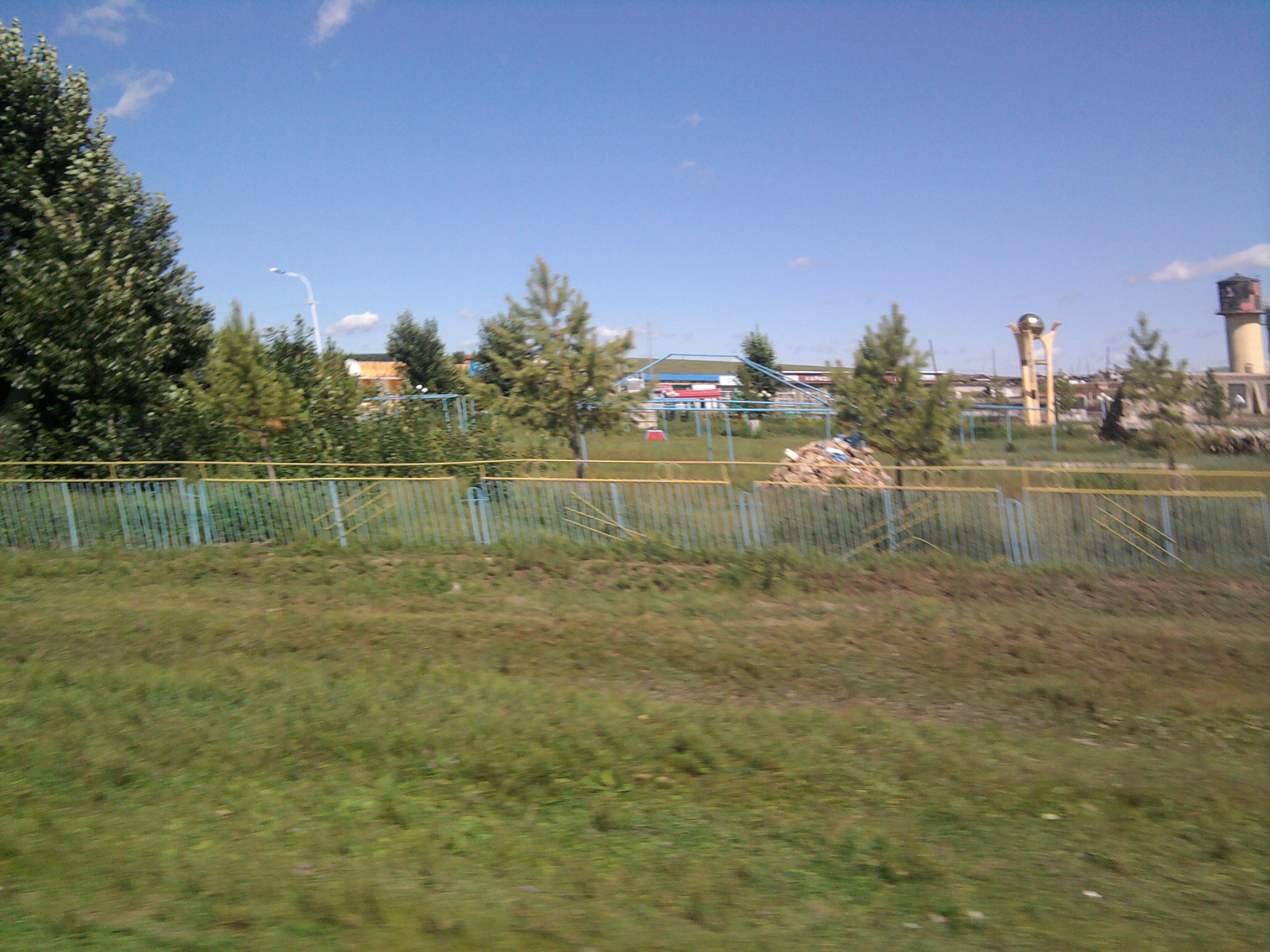

Khongor est une ville et un sum (district) de Mongolie, dans la province de Darkhan-Uul.